# 朝日村 (岡山県)
朝日村（あさひそん）は、岡山県邑久郡にあった村。現在の岡山市東区の一部にあたる。

## 地理
東は水門湾、南は瀬戸内海に面していた。
- 島嶼：犬島、沖鼓島、犬ノ島、地竹ノ子島、沖竹ノ子島、白石島、鳩島[3]

## 歴史
- 1889年（明治22年）6月1日、町村制の施行により、邑久郡東片岡村、久々井村、犬島村、西片岡村が合併して村制施行し、朝日村が発足[1][2]。旧村名を継承した東片岡、久々井、犬島、西片岡の4大字を編成[2]。
- 1939年（昭和14年）朝日郵便局開設[2]。
- 1955年（昭和30年）4月1日、西大寺市に編入され廃止[1][2]。

### 地名の由来
当地の豪族の居館・朝日山城が字高野谷にあったとの伝承から。

## 産業
- 農業、漁業[2]
- 犬島では明治後期に銅精錬所、昭和初期に日本硫黄（二硫化炭素）が操業[2]。

## 教育
- 1910年（明治43年）朝陽学舎（設立者片岡鶴雄）創立[2]
- 1948年（昭和23年）朝日裁縫学校開校[2]